# Sankt Goar
Sankt Goar és un municipi d'Alemanya, situat al land de Renània-Palatinat i al districte de Rhein-Hunsrück. El Rin passa per aquesta ciutat.

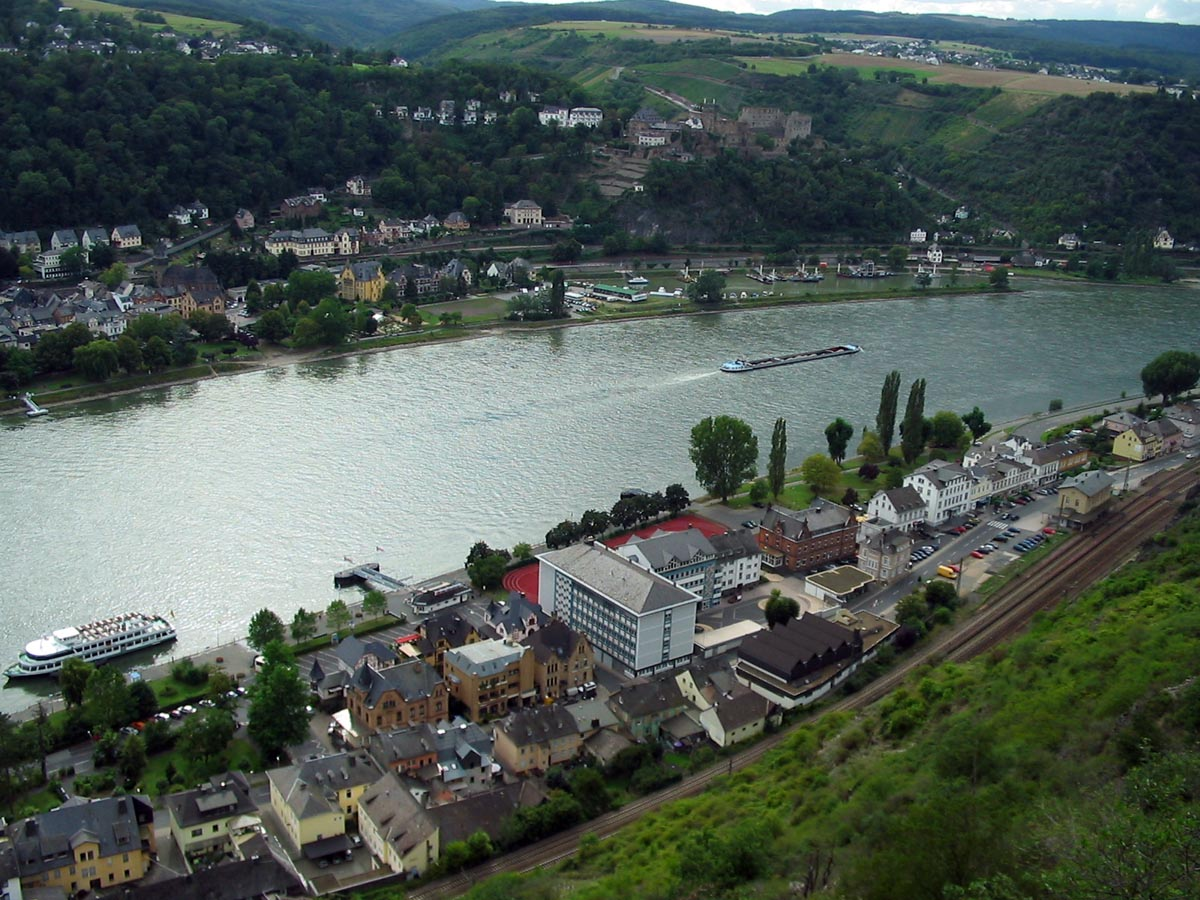
Vista general